# 백의 수여식

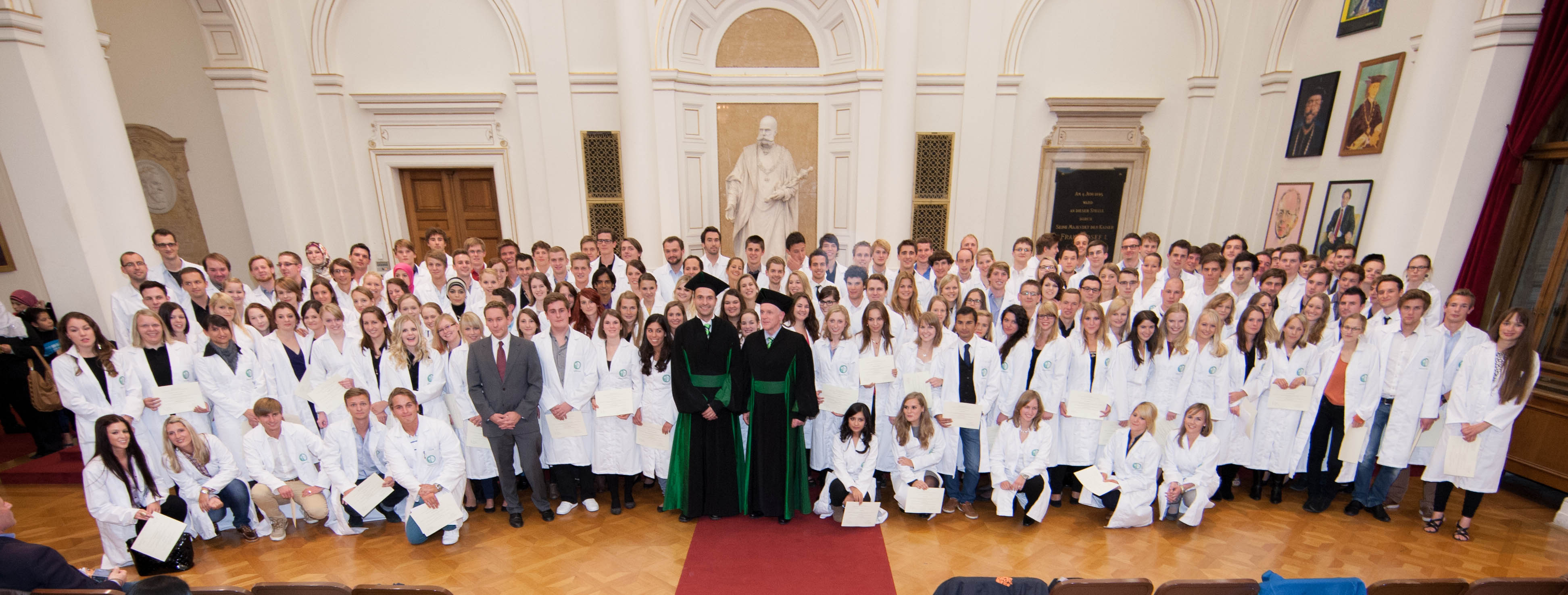
2012년 오스트리아 그라츠에서 열린 하얀 코트 의식

백의 수여식 또는 하얀 코트 의식(white coat ceremony, WCC)은 일부 의과대학 및 기타 건강 관련 분야에서 학생이 임상 전 학문에서 임상 건강 과학으로 전환하는 것을 나타내는 의식이다. 학생들이 교육 초기에 환자를 만나기 시작하는 일부 학교에서는 백의 수여식이 1학년이 시작되기 전에 거행된다. 이는 대학 입학식의 한 예이다. 이 의식은 최근에 발명된 것으로, 1990년대에 처음 대중화되었다.
WCC는 일반적으로 학생들에게 공식적인 "코트 입히기"를 실시한다.

## 같이 보기
- 예과
- 본과